# Kaemis
Genre
Kaemis est un genre d'araignées aranéomorphes de la famille des Dysderidae.

## Distribution
Les espèces de ce genre se rencontrent en Italie, en Espagne et au Monténégro.

## Liste des espèces
Selon World Spider Catalog (version 19.0, 12/07/2018) :
- Kaemis aeruginosus (Barrientos, Espuny & Ascaso, 1994)
- Kaemis carnicus Gasparo, 1995
- Kaemis circe (Brignoli, 1975)
- Kaemis gasparoi Mazzoleni & Pantini, 2018
- Kaemis vernalis Deeleman-Reinhold, 1993

## Publication originale
- Deeleman-Reinhold, 1993 : The genus Rhode and the harpacteine genera Stalagtia, Folkia, Minotauria, and Kaemis (Araneae, Dysderidae) of Yugoslavia and Crete, with remarks on the genus Harpactea. Revue arachnologique, vol. 10, p. 105-135.